# Homalomena hammelii
Homalomena hammelii är en kallaväxtart som beskrevs av Thomas Bernard Croat och Michael Howard Grayum. Homalomena hammelii ingår i släktet Homalomena och familjen kallaväxter.
Artens utbredningsområde är Costa Rica. Inga underarter finns listade.